# Korrektur (Roman)
Korrektur ist ein 1975 erschienener Roman Thomas Bernhards. Im Mittelpunkt steht der Nachlass eines Mannes, der Selbstmord begangen hat – diesen will sein Freund „sichten und ordnen“.

## Inhalt
Ein namenloser Ich-Erzähler verlässt, obwohl er noch etwas schwach ist, das Krankenhaus, um sich dem Nachlass seines Freundes Roithamer zu widmen. Dieser hat Selbstmord begangen, nachdem er ein größeres Werk über Altensam, seinen verhassten Heimatort, verfasst und stetig korrigiert hatte, bis fast nichts mehr übrig geblieben war. Auch war Roithamers Schwester, die er über alles liebte, für die er in jahrelanger Planung und Bauausführung einen „Wohnkegel“ errichtet hatte, kurz zuvor gestorben. Die Aufzeichnungen und Notizen Roithamers will der Ich-Erzähler nun durchlesen und ordnen. Dafür quartiert er sich bei einem gemeinsamen Freund, Höller, ein. In dessen Dachkammer, der „höllerschen Dachkammer“, wo auch Roithamer seinerzeit häufig gearbeitet und übernachtet hatte, geht er schließlich ans Werk.
Der Roman ist in zwei Teile gegliedert – „Die höllersche Dachkammer“ und „Sichten und ordnen“. Der erste Teil schildert aus der Sicht des Ich-Erzählers sein Ankommen in der höllerschen Dachkammer, seine Erinnerungen an Roithamer und die gemeinsam verbrachte Kindheit, gemeinsame Zeit in Cambridge, Überlegungen zu den Eigenarten des Höllerschen Hauses (erbaut an einer Engstelle der Aurach), schließlich das gemeinsame Abendessen mit der Familie und am Tisch sitzen mit Höller, und wie er die heranbrechende Nacht wiederum alleine in der Dachkammer verbringt, weiteren Überlegungen nachgehend. Hierbei beobachtet er den Höller, der Tierpräparator ist, wie er in seiner Werkstatt in vielen Arbeitsschritten einen „großen schwarzen Vogel“ ausstopft.
Im zweiten Teil schildert der Ich-Erzähler, in der Regel Worte und Gedanken Roithamers aus dessen Aufzeichnungen paraphrasierend, dessen Überlegungen zu seiner Familie, seiner Herkunft aus Altensam und zu seinen Planungen und Unternehmungen zur Errichtung des Kegels. Dessen Konstruktion wurde von vielen belächelt und für unmöglich gehalten, dennoch stellte Roithamer den Kegel fertig und schenkte ihn seiner Schwester. Sie verstarb jedoch beim Einziehen in den Kegel in einem Moment des größten Glücks. Von da an begann Roithamer mit den ständigen Korrekturen und Kürzungen seines Werkes über Altensam, bis er zu dem Schluss gekommen war, dass es nur eine endgültige und richtige Korrektur für ihn gebe: den Selbstmord.

## Stil
Der Roman besteht aus zwei etwa gleich großen Teilen. Davon abgesehen gibt es keinerlei Absätze im Text. Die Schilderungen des Ich-Erzählers und die darin wiedergegebenen Gedanken, Handlungen und Wesenszüge Roithamers bestimmen den Fortgang der Erzählung. Häufig ziehen sich Sätze über mehrere Seiten. Trotz des Umfangs des Romans (Originalausgabe 363 Seiten) gibt es kaum äußere Handlung.
Dem Roman ist ein Motto vorangestellt: „Zur stabilen Stützung eines Körpers ist es notwendig, daß er mindestens drei Auflagenpunkte hat, die nicht in einer Geraden liegen, so Roithamer.“

## Interpretation
Zur Schilderung Roithamers und dessen Denken im Roman schreibt Hans Höller: „Das Irritierende von Bernhards Vernunftkritik, die sich in der Sprache Roithamers zeigt, liegt darin, dass in ein und demselben Geistesmenschen die Blindheit für die Folgen der eigenen Wissenschaft neben einer großen Empathie mit den sozial Deklassierten und Ausgestoßenen - den Haftentlassenen - stehen kann, oder die strengste wissenschaftliche Beherrschung des Objekts neben einer mystisch kontemplativen Hinneigung zu Naturphänomenen, zu alten Erinnerungsgegenständen […] Das entscheidende Korrektiv, gibt der Roman zu bedenken, läge in der Selbstkorrektur des Geistes, der imstande wäre, sich zu öffnen für die Wahrheit der anderen Menschen und für die Natur […]“
Wieland Schmied weist auf die Besonderheit der Figur des Höller im Werk Thomas Bernhards hin: „Die Darstellung des Höller – und alles, was mit dem Höller zusammenhängt – ist die absolute Ausnahme im Werk Bernhards. Nie zuvor und nie nachher hat er eine Figur in so angenehmer Beleuchtung erscheinen lassen.“

## Entstehung
Korrektur entstand Anfang der 1970er Jahre. Überliefert ist ein erstes Gespräch Bernhards mit seinem Verleger Siegfried Unseld im Herbst 1970.
Der Romanstoff wuchs mit der Zeit; zunächst sollte Handlungsort eine Papierfabrik sein. Ein in Cambridge lehrender Österreicher findet sich früh, während die Figur des Höller und das Höllerhaus erst später Eingang in den Roman gefunden haben. Gegen Ende einer mehr als vierjährigen Arbeit am Roman erfolgte ein längerer Briefwechsel zwischen Thomas Bernhard und seinem Verleger, in dem er notwendige weitere Arbeiten immer wieder begründete, sodass sich die Fertigstellung zunächst verzögerte. Korrektur erschien im Herbst 1975.